# Водруж
Водруж (словен. Vodruž) — поселення в общині Шентюр, Савинський регіон, Словенія. 
Висота над рівнем моря: 303,3 м.